# Carlos Raúl Villanueva
Carlos Raúl Villanueva (* 30. Mai 1900 in London; † 16. August 1975 in Caracas) war der prominenteste venezolanische Architekt des 20. Jahrhunderts und ein bedeutender Vertreter der Modernen Architektur. Er war maßgebend an der Entwicklung und Modernisierung von Caracas, Maracay und anderen Städten in Venezuela beteiligt. Zu seinen wichtigsten Werken gehören die Reurbanización El Silencio mit 7797 Wohnungen und 207 Einkaufsläden, das Museum der schönen Künste von Caracas (1935–1938), das Jesús-Soto-Museum für moderne Kunst (Ciudad Bolívar, 1970), und die Universitätsstadt von Caracas (1944–1970), der Haupt-Campus der Universität von Venezuela, die als Meisterstück der modernen Stadtplanung, Architektur und Kunst gilt. Der Campus wurde im Jahr 2000 von der UNESCO zum Weltkulturerbe erklärt.